# 丹·豪爾
丹尼爾·詹姆士·「丹」·豪爾（Daniel James "Dan" Howell，1991年6月11日—），活躍於YouTube的英國影片部落客（YouTuber）以及電臺廣播主持人。
2009年，豪爾與他崇拜的YouTuber菲爾·萊斯特，透過Skype聯絡，發現兩人一拍即合；而萊斯特鼓勵他也開始拍YouTube影片，豪爾於同年的10月16日上傳了他第一支影片。
目前與菲爾·萊斯特同居於倫敦，兩人以Dan and Phil成名，從2013年1月至2016年4月於BBC1擔任廣播節目主持人。